# Dusino San Michele
Dusino San Michele é uma comuna italiana da região do Piemonte, província de Asti, com cerca de 938 habitantes. Estende-se por uma área de 11 km², tendo uma densidade populacional de 85 hab/km². Faz fronteira com Cantarana, San Paolo Solbrito, Valfenera, Villafranca d'Asti, Villanova d'Asti.

## Demografia
| Variação demográfica do município entre 1861 e 2011                               |
|                                                                                   |
| Fonte: Istituto Nazionale di Statistica (ISTAT) - Elaboração gráfica da Wikipedia |